# Lill-Svarttjärnen, Dalarna
Lill-Svarttjärnen är en sjö i Älvdalens kommun i Dalarna och ingår i Dalälvens huvudavrinningsområde.